# Mikkel Rud til Vedby
Mikkel Rud til Vedby ( død o. 1464), dansk ridder.
Han var søn af Jørgen Mikkelsen Rud og Ingeborg Ovesdatter Hase. Faderen havde i 1429 mageskiftet sin ejendom Skjoldenæs til kronen for Vedbygård i Løve Herred, og da faderen samme år døde, arvede Mikkel Rud gården.
Han var væbner i 1442, men i 1444 ridder, så det er sandsynligt, at han er blevet slået til ridder ved kong Christoffers kroning i Ribe i 1443. 1446-1448 nævnes han som lensmand på Kalundborg, og 1453-1460 er han muligvis lensmand på Korsør. I perioden 1458-1462 optræder han flere gange som medlem af rigsrådet.
Han blev gift med Cathrine, datter af Knud Andersen Panter til Svanholm, og fik derved, efter først hustruens og siden en datters død, en tredjedel af Svanholm, som han imidlertid senere solgte.
Efter sin første hustrus død giftede sig han sig med Elsebe Ottesdatter, datter af Otte Jensen (af den såkaldte Markmand-slægt fra Falster) og Gyde Pedersdatter (Jernskæg).
Han levede endnu 1462, men er formentlig død før 1464.